# Степной, Николай Александрович
Николай Александрович Степной (настоящая фамилия Афиногенов; 8 (20) октября 1878, Наровчат — 25 июня 1947, Переделкино) — русский прозаик.

## Биография
Родился в городе Наровчат Пензенской губернии в многодетной мещанской семье; отец — волостной писарь; мать — дочь крестьянина-мельника, мордвина, «писать не умела, но читала печатное». Читать Степной научился от братьев: начав с лубочной литературы к 11 годам перешёл на классиков. Учился в земской школе и земском училище, по окончании которого (1892) был земским писцом, почтовым писарем, два месяца послушником в монастыре. Поступил в Пензенское училище садоводства и лесоводства (не окончил). С 1897 служил на Сызрано-Вяземской железной дороге (в Тульской, Калужской, Рязанской губерниях) телеграфистом, конторщиком, младшим помощником начальника разъездов. Увлекался толстовством.
В 1903 году женился на дочери священника, учительнице Антонине Васильевне Фессалоницкой (1879—1974), участнице Союза борьбы за освобождение рабочего класса. В 1907 году супруги разошлись. Их сын — драматург А. Н. Афиногенов. Впоследствии Степной был неоднократно женат, имел несколько детей.
Осенью 1904 года был командирован сапёром на русско-японскую войну, к окончанию которой находился на сборном пункте в Омске. Здесь начал печататься в газете «Степной край». Переехав в Томск, стал вольнослушателем на одногодичных курсах в Технологическом институте. Избран в железнодорожную комиссию, во время заседания которой едва не погиб в подожженном черносотенцами здании службы пути Сибирских железных дорог (октябрь 1905). Вернулся работать на Сызрано-Вяземскую железную дорогу. Арестован в Наровчате по обвинению в организации забастовки, но после несколько месяцев заключения отпущен «по обнаружению непричастности».
Переехал в Самару (1906), оттуда — в Оренбург, где две зимы учился на высших курсах А. О. Киселёва, одновременно служа конторщиком на Ташкентской железной дороге. В начале 1907 года через подставное лицо издавал газету «Простор». Значившаяся ее редактором жена Степного решением Оренбургского окружного суда была арестована на 7 дней, а газета закрыта. Заработав в Средней Азии на рытье колодцев, весной 1910 года уехал в Бельгию, слушал лекции в Льежской коммерческой академии. Вернулся в Петербург в конце 1910 года, где посещал лекции в народном университете при Народном доме. В 1911 году вернулся в Оренбург как агент по продаже двигателей Дизеля Николаевского завода. Современникам Степной запомнился «подвижным, как ртуть, общительным и приветливым человеком», вечно носившимся «с какими-то невероятными проектами, фантастическими предложениями».
Печатался в «Самарской газете» (1905), газете «Оренбургский вестник», петербургских «Новой рабочей газете» и «Северной рабочей газете», в журналах «Железнодорожник», «Заря Поволжья» (Самара), «Жизнь» (Казань) и других. Среди его первых произведений — романтические рассказы «Из песен о Солнце» (1908), «Из звуков ночи» (1908), прозаическая «песня» «Моя религия», в которой Степной декларировал веру в то, что победное шествие «истины, красоты и добродетели» «очистит землю от давно истлевших… осколков гнилой трухи и подготовит новый, свободный, радостный путь — путь познания единства с природой» (1908). Бытовые очерки и рассказы составили книгу «Серый труд» (1912), 2-е дополненное издание которой (1913), за очерк «В больнице» было конфисковано и приговорено в 1914 году Саратовским судом к уничтожению. Рассказы Степного публиковались в сборниках «В родном углу» и «Севы» (оба ― 1913), стихотворения «Предо мною пеленою…», «Мне в оконце светит солнце…», «Моя звёздочка» — в сборнике «Перед зарёю» (1914). В основу повести «Подрядчики и инженеры. Из воспоминаний десятника Поморцева» (1913) легли впечатления от работы автора на строительстве депо в городе Бузулук Самарской губернии.
Свое литературное призвание Степной в эти годы определяет как «служение быту окраин — освещение в легендах, повестях и рассказах жизни аборигенов степи и соприкасающихся с ними новоселов, переселенцев и казаков». Произведения Степного публиковавшиеся в периодике (газетах «Оренбургская жизнь», «Туркестанский курьер» и др.), вошли в книгу «Степные сказания» (1918; последующие издававшиеся под названием «Сказки степи»). Степной мечтал о «краевой литературе». В попытке «объединить туркестанских, оренбургских и самарских писателей» издаёт литературные сборники «Степь» (выпуски 1—5, Оренбург, 1914—1917).
В 1915 году служил старшим телеграфистом на строящейся Орской железной дороге. Мобилизован как ратник ополчения 1-го разряда и отправлен в составе 3-й особой бригады экспедиционного корпуса на французский фронт. Воевал рядовым в ударных колоннах, был сапёром, ходил несколько раз в атаку у Курси и у Реймса и окончательно получил отвращение к войне. Очерки и рассказы 1915—1916 годов составили сборника «Записки ополченца» (П. 1917; 3-е изд., М., 1924); воспоминания о французском фронте легли в основу книги «Белые рабы» (М.—Л., 1925).
После Февральской революции избран делегатом от экспедиционного корпуса на 1-й съезд Советов и вернулся в Россию. Член солдатской секции ВЦИК 1-го и 2-го созывов, кандидат ВЦИК 3-го созыва; член Временного совета Российской республики (Предпарламента), где сблизился с писателем Л. Н. Андреевым.
В годы Октябрьской революции помещал в столичной (журналы «Жизнь для всех», «Рабочая мысль», газетах «Известия ЦИК Совета рабочих и крестьянских депутатов», «Деревенская беднота», «Рабочий и солдат», «Солдатская правда», «Голос трудового крестьянства») и провинциальной печати статьи, составившие книгу «Этапы Великой русской революции» (Самара, 1918). В 1918 году редактировал Оренбургскую газету «Голос трудового казачества». Создатель и председатель Союза поэтов, писателей и журналистов Оренбургского степного края. После взятия Оренбурга атаманом А. И. Дутовым бежал в Самару (зав. секцией печати, пред. ЛИТО Губполитпросвета, пред. лит. об-ва «Слово», редактор журнала «Известия Рабиса»; преподавал лит-ру на разл. кур¬сах, в кружках, клубах), где издал роман «Пролетарий» (1919; 4-е изд., М., 1926) и «Семья» (1922; 3-е изд., М., 1926). Ездил с А. С. Неверовым за хлебом в Среднюю Азию. По впечатлениям от голода в Поволжье написал роман «Перевал» (М., 1924; 2-е изд., 1925). Участвовал в сборнике «Книга о голоде» (Самара, 1922). Делегат 1-го Всероссийского съезда пролетарских писателей (1920).
С 1922 года в Москве. Состоял в группе «Кузница», затем вошел в ВАПП. Член Всероссийского союза писателей, Союза крестьянских писателей, коллектива рабоче-крестьянских писателей им. А. Неверова, литературных кружков «Никитинские субботники», «Звено», «Утро». Редактор сборников литературы, драмы и критики «Наш труд» (в. 1—2; Кинешма, 1924). До начала 1930-х гг. много издавался: роман «Коммуна» (М., 1925), повесть «Марфин грех» (М., 1929; 3-е изд., 1930), несколько книг рассказов, сборник «Пьесы рабоче-крестьянского театра» (М., 1927; 2-е изд., 1929). В 1927—1929 вышло «Собрание сочинений» (т. 1—10, М.; 2-е изд., начатое в 1930—1931, оборвалось на 2-м томе). В дальнейшем имя Степного в печати практически не появлялось. В 1930—1940-е гг. он писал художественные произведения (многие из них не завершены), путевые очерки, воспоминания о сыне.
Во время Великой Отечественной войны оставался в Москве. В сентябре 1943 года был арестован и обвинён по статье 58—10 в пропаганде, содержащей призыв к свержению Советской власти. В 1944 году решением Военного трибунала помещён на принудительное лечение в 1-ю Московскую загородную психиатрическую больницу, но вскоре отпущен. Реабилитирован в 1991 году. Погиб, попав под электричку.
Похоронен на Новодевичьем кладбище. На данный момент у него есть наследники

### Произведения
- Наши развлечения (1905);
- Из песен о солнце (1908);
- Из звуков ночи (1908);
- Моя религия (1908);
- Серый труд (1912);
- Подрядчики и инженеры (1913);
- Этапы Великой русской революции (1918);
- Коммуна (1925);
- Томский костёр (1925);
- Марфин грех (1929);
- Пьесы рабоче-крестьянского театра (1927);
- Собрание сочинений (1927—1929).